# Primula pulchella
Primula pulchella är en viveväxtart. Primula pulchella ingår i släktet vivor, och familjen viveväxter.

## Underarter
Arten delas in i följande underarter:
- P. p. prattii
- P. p. pulchella